# Hollóházi porslinsfabrik
Hollóházi porslinsfabrik (på ungerska Hollóházi Porcelánmanufaktúra Zrt.) är en ungersk porslinsfabrik.

## Historia
Hollóházi började sin verksamhet som glashytta 1777. Men då dess betydelse som glasleverantör avtog beslöt Karolyi att utnyttja den kaolin som fanns i området och startade 1831 i stället en stengodstillverkning. Men det var först när fabriken kom under ledning av Ferenc Istványi 1857 som fabriken fick ett uppsving. Efter första världskriget hamnade porslinsfabriken i svårigheter och inte förrän 1939 under ledning av Károly Szakmáry fick men åter ett uppsving och man vänder sig nu till borgerskapets önskemål och övergår till proslinstillverkning. Efter det sovjetiska maktövertagandet förstatligades Hollóházi.

## Produktion
Hollóháziporslinet tillverkas av äkta porslin bestående av kaolin, fältspat och kvarts. Produktionen består av både bruksporslin såsom matserviser och dekorativa objekt.